# Gladys Egbert
Gladys Egbert (geb. McKelvie; * 31. Dezember 1896 in Rapid City/Manitoba; † 7. März 1968 in Calgary) war eine kanadische Pianistin und Musikpädagogin.
Egbert kam siebenjährig mit ihrer Familie nach Calgary und nahm dort Klavierunterricht bei Ada Dowling Costigan. 1909 wurde sie als jüngste Studentin und erste Kanadierin mit einem Stipendium für die Royal Academy of Music in London ausgezeichnet. Von 1911 bis 1914 studierte sie in New York bei Ignacy Jan Paderewski, Sigismond Stojowski, Ernest Hutcheson und Richard Epstein. Hurcheson blieb sie bis zu dessen Tod verbunden.
1914 kehrte sie nach Calgary zurück und gründete ein Studio, wo sie 50 Jahre lang unterrichtete. Zu ihren Schülern zählten u. a. Carlina Carr, Constance Channon, Jane Coop, Marilyn Engle, Jean Gilbert, Marek Jablonski, Minuetta Kessler, Leonard Leacock, Diana McIntosh, Alexandra Munn, Linda Lee Thomas und Irene Weiss Peery.
In den 1930er Jahren war sie an der Gründung des Western Board of Music beteiligt, in den 1940er Jahren gründete sie mit Mollie Pierce Hamilton und Phyllis Ford die Associated Studios of Music. 1965 erhielt sie einen Ehrendoktortitel der University of Alberta, 1967 den Centennial Award der Canadian Federation of Music Teachers' Association (CFMTA). 1968 wurde zu ihren Ehren der Rose Bowl gestiftet, der herausragenden Musikern beim Calgary Kiwanis Music Festival verliehen wird. 1976 wurde die Dr Gladys McKelvie Egbert Junior High School in Calgary nach ihr benannt.